# Нарикбаев, Максут Султанович
Максут Султанович Нарикбаев (30 марта 1940 — 12 октября 2015) — советский и казахстанский государственный деятель, генеральный прокурор Казахстана (1995—1996), председатель Верховного суда Казахстана (1996—2000),
Член Высшего Судебного Совета Казахстана, государственный советник юстиции 2-го класса, судья высшего квалификационного класса, доктор юридических наук, профессор.

## Биография
Родился в 1940 году в селе Еркин Талдыкорганского района Алматинской области Казахской ССР. Сокурсник президента Казахстана Н. А. Назарбаева по учебе в техническом училище на Украине. Происходит из племени уак.
В 1959 году после окончания технического училища на Украине работал в организациях культуры и информации: заведующим клубом, корреспондентом и редактором Талдыкорганского управления по радиовещанию и телевидению. Заведовал отделом культуры исполкома Талдыкорганского районного Совета депутатов трудящихся.
Окончил Казахский государственный университет им. С. М. Кирова по специальности юрист.
После окончания университета в 1974 году работал в прокуратуре города Талдыкорган на должности стажёра, позже становится старшим следователем. Занимает пост народного судьи в Талдыкорганской области, а с 1987 года переходит на руководящие должности в Министерство юстиции и прокуратуры Республики.
В 1992—1993 годах работал в Аппарате Президента и Кабинета Министров Республики Казахстан.
С октября 1995 года по июнь 1996 года — Генеральный прокурор Республики Казахстан.
С июня 1996 года по сентябрь 2000 года — Председатель Верховного Суда Республики Казахстан.
С июля 2000 года по июль 2007 года и в 2012—2013 году — ректор Казахской Государственной юридической академии (г. Алматы), президент (ректор) Казахского Гуманитарно-юридического университета (г. Астана).
В 2007—2011 годах — член Общественной палаты при Мажилисе Парламента РК.
С 2013 года — член Ассамблеи народа Казахстана.
В апреле 2015 года стало известно, что Нарикбаев болел раком.

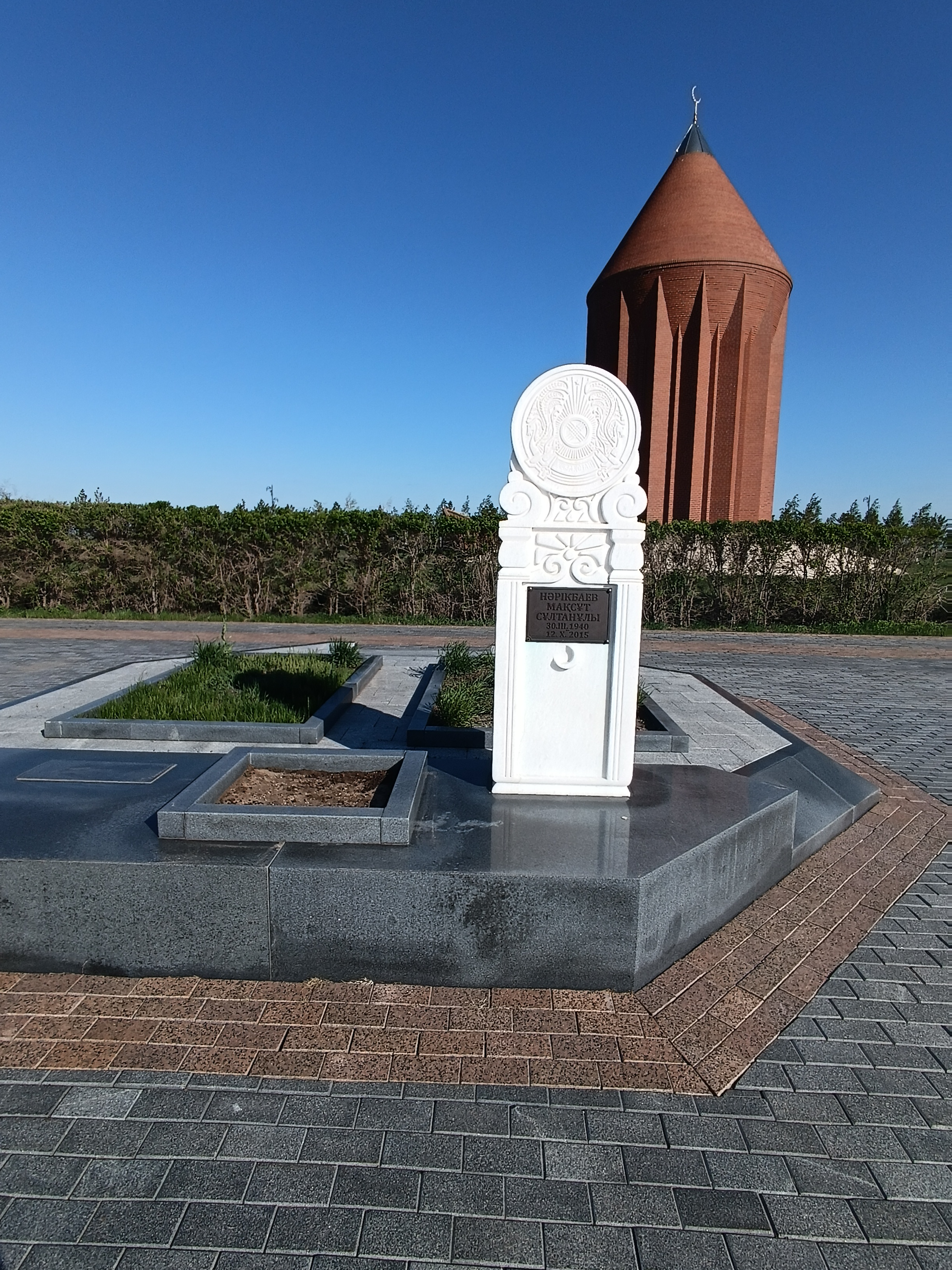

Скончался 12 октября 2015 года в городе Астана. Похоронен в Национальном Пантеоне Казахстана.

## Партийная деятельность
В 2001 году возглавляет общественно-политическое движение «За правовой Казахстан».
В 2004 году становится инициатором создания и лидером Демократической партии Казахстана (ДПК), в последующем Демократической партии «Әділет».
16 марта 2012 года объявил об уходе с поста председателя партии.

## Научная деятельность
С 1980 года занимался наукой. Автор более 350 научных, научно-популярных и публицистических книг, статей, интервью.

### Избранные труды
- Нарикбаев М. С. Подросток и закон: (О некоторых причинах преступности несовершеннолетних и мерах борьбы с ней). — Алма-Ата: Мектеп, 1981. — 96 с. — 23 000 экз.
- Нарикбаев М. С. Правовая охрана детства. — Алма-Ата: Мектеп, 1984. — 64 с. — 12 300 экз.
- Нарикбаев М. С. Уголовно-правовые и криминологические аспекты борьбы с преступлениями несовершеннолетних: Автореф. дис. канд. юрид. наук. — Алматы, 1996. — 13 с.
- Нарикбаев М. С. Уголовно-правовая охрана детства в Республике Казахстан: Автореф. дис. д-ра юрид. наук. — М., 1997. — 53 с.
- Нарикбаев М. С. Дорога к правосудию: (Запечатл. мгновения). — Алматы: Елимай контакт, 1997. — 231 с. — 1000 экз. — ISBN 5-86636-143-4.
- Нарикбаев М. С., Кравченко А. И., Сулейменова У. А. Практика рассмотрения хозяйственных споров судебной коллегией по хозяйственным делам Верховного суда Республики Казахстан (1997 год). — Астана, 1999. — 93 с. — 500 экз. — ISBN 9965-439-04-4.
- Нарикбаев М. С., Кравченко А. И., Сулейменова У. А. Практика рассмотрения хозяйственных споров судебной коллегией по хозяйственным делам Верховного суда Республики Казахстан. — Алматы: Жетi жаргы, 1999. — 126 с. — 1000 экз. — ISBN 5-7667-5037-4.
- Нарикбаев М. С., Юрченко Р. Н., Алиев М. М. Актуальные вопросы применения нового уголовного и уголовно-процессуального законодательства Республики Казахстан. — Астана: Дэуір, 1999. — 415 с. — 2000 экз. — ISBN 9965-01-290-3.
- Нарикбаев М. С., Исмаилов О. Трудные ступени счастья: Книга диалогов.. — Алматы, 2006. — 576 с. — 1000 экз. — ISBN 9965-27-975-6.
- Нарикбаев М. С. Казахстан: годы реформ: диалоги и размышления. — Астана: ЦБО и МИ, 2010. — 541 с. — 500 экз. — ISBN 9965-9846-1-1.
- Нарикбаев М. С. О праве, государстве и политике: (афоризмы и высказывания). — Астана: ЦБО и МИ, 2011. — 77 с. — 90 экз. — ISBN 9965-9846-1-1.
- Нарикбаев М. С. 20 лет независимости: опираясь на успехи, двигаться вперед. Сборник статей, интервью и выступлений. 2-е изд., доп. — Астана: ТОО "КазГЮУ Консалдинг", 2013. — 124 с. — 120 экз. — ISBN 978-601-80259-9-0.
- Нарикбаев М. С., Ударцев С. Ф. Высшее юридическое образование в Казахстане в XXI веке: реформы, проблемы и перспективы: Сб. ст.. — Астана: Фолиант, 2014. — 336 с. — 500 экз. — ISBN 978-601-292-903-4.

## Литературная деятельность
Имеет труды и в области художественной литературы. Автор перевода двух повестей, опубликованных в сборнике «Повести немецких писателей». Написал повесть «Следователь». Автор песни «Жетісу-жеруйыгым».

## Критика
Данияр Наурыз на своей странице пишет воспоминания одной женщины: О том, что Максут Нарикбаев погубил девушку в автокатастрофе, было известно давно. Но её имя не разглашалось.

## Награды
- Орден «Парасат» (2000).
- Орден «Барыс» 2 степени (2005)
- Звание «Заслуженный деятель Республики Казахстан» (2010)
- Почётное звание «Заслуженный деятель науки и образования» (Президиум Российской Академии Естествознания, октябрь 2007)
- Нагрудный знак «Почётный судья»
- Нагрудный знак «Почётный работник прокуратуры Республики Казахстан»
- Нагрудный знак «Почётный работник образования РК»
- Нагрудный знак «За заслуги в развитии науки»
- Медаль «20 лет Победы в Великой Отечественной войне 1941—1945 гг.» (1965)
- Медаль «За трудовую доблесть. В честь 100-летия со дня рождения В. И. Ленина» (1970)
- Медаль «Ветеран труда» (1990)
- Памятная медаль «Астана» (1998)
- Юбилейная медаль «10 лет Конституции РК» (2005)
- Юбилейная медаль «10 лет Астане» (2008)
- Юбилейная медаль «20 лет независимости Республики Казахстан» (2011)
- Юбилейная медаль «20 лет Конституции РК» (2015)
- Юбилейная медаль «20 лет Прокуратуре Республики Казахстан»
- Юбилейная медаль «70 лет Баян-Ольгийскому округу» (Монголия)
- Юбилейная медаль «20 лет КазГЮУ» (2014)
- Международная награда «Сократ» (Лондон, 2006)
- Медаль «Сауап» Союза ветеранов Афганской войны за благотворительную деятельность